# Joan Lima Farias
Joan Lima Farias (México D.F., México, 3 de mayo de 1995) es un futbolista mexicano de padres brasileños. Juega de Volante ofensivo y su actual equipo es el Delfines Fútbol Club de la Liga de Ascenso de México de México
| TEMPORADA               | CLUB                              | JJ | MJ   | GOLES |
| ----------------------- | --------------------------------- | -- | ---- | ----- |
| CAMPEONATO ALGOANO      | Agremiação Sportiva Arapiraquense | 12 | 1080 | 6     |
| 2010-2011 PRIMER TURNO  | Palmeiras FC                      | 9  | 810  | 3     |
| 2010-2011 SEGUNDO TURNO | Palmeiras FC                      | 11 | 990  | 5     |
| 2011-2012 APERTURA      | Club Libertad                     | 10 | 880  | 7     |
| 2011-2012 CLAUSURA      | Club Libertad                     | 13 | 1170 | 6     |